# グランド・セフト・オート・バイスシティ・ストーリーズ
『グランド・セフト・オート・バイスシティ・ストーリーズ』（原題：Grand Theft Auto: Vice City Stories）は2006年にアメリカのロックスター・ゲームス社からPSP用としてリリースされたオープンワールド型クライムアクションゲームである。略称は『GTA:VCS』または『VCS』。開発はロックスター・ノース。グランド・セフト・オートシリーズのスピンオフ作品の第3作目。メインタイトル4作目の『グランド・セフト・オート・バイスシティ』（『VC』）の前日譚にあたり、それを含めてメインタイトル3作目『グランド・セフト・オートIII』（『III』）の前日譚作品でもある。全部で4作出された『III』の前日譚作の最終作にあたり、劇中の時系列としては最古になる。『VC』の主要人物ランス・ヴァンスの兄で、『VC』の冒頭にもわずかに登場したヴィクター・ヴァンスを主人公とし、1984年のバイスシティを舞台に、彼ら兄弟がバイスシティの裏社会で成り上がる経緯を描く。
日本語版は2007年にカプコンより発売された（PSP版、PS2版）。
GTAシリーズで初めて実在する有名人（後述)が登場している。

## プロット
ドミニカ系アメリカ人の青年ヴィクター・ヴァンス（ヴィック）は家族のため、特に喘息を患う末弟ピートの医療費を稼ぐために陸軍に入隊した。1984年、ヴィクターはアメリカ南部のリゾート地バイスシティにあるバクスター基地に伍長として赴任する。着任早々、上官のマルチネス軍曹に呼び出されたヴィクターは金が欲しい弱みに付け込まれ、麻薬の運び屋の役を命じられる。取引は別勢力の襲撃に遭って失敗し、仕方なく麻薬を自身のベッドに隠してマルチネスから事後策の命令を待つ。しかし、マルチネスはヴィクターを巧みに騙して売春婦を基地に招かせ、さらにベッドの麻薬が発見されるようにも仕込み、結果、ヴィクターは不名誉除隊で軍を追い出される。
ヴィクターは生計を立てるため、マルチネスの闇仕事で出会った自称ベトナム戦争の退役軍人である武器商人フィル・キャシディに頼み、彼の仕事を手伝うようになる。その中で2人はマルチネスからの仕事を受けるが、その仕事は罠で2人は殺されかけ、マルチネスと縁を切る。次に2人は、フィルの義理の弟（妹ルイーズの夫）で、白人ギャング「トレーラーパーク・マフィア」のリーダーであるマーティー・ジェイ・ウィリアムズを頼る。しばらくして、ウィリアムズのルイーズに対する仕打ちに我慢ならなくなったヴィクターはウィリアムズを殺し、そのまま彼の拠点を手に入れて「ヴァンス・クライム・ファミリー」を名乗り、ギャングとして成り上がることを決意する。また、ルイーズと次第に男女の仲になっていく。
ヴィクターは遅れて合流した次弟ランスと共に他ギャングのシマを荒らし、利益を増やしていく。また、キューバ・ギャングのリーダーであるウンベルト・ロビーナなど、裏社会との有力者とも交友を持ち、尊敬を集める。一方で意趣返しのためマルティネスの麻薬を盗んだことが遠因で、アルマンドとディエゴの兄弟が頭目を務めるバイスシティ最大のマフィアのメンデス・ファミリーに目を付けられ、危機に陥る。しかし、逆に腕を見込まれ、彼らの仕事を請け負うようになる。やがて仕事を通して出会った奇人監督レニの紹介で、麻薬売人の元締めリカルド・ディアスと面識を持つ。
ディアスはメンデス・ファミリーの追い落としを狙っており、ヴァンス兄弟を味方に引き入れ、抗争を仕掛ける。ボスのアルマンドはヴァンス兄弟の変節をすぐに見破り、報復を仕掛け、ランスとルイーズを誘拐する。ヴィクターは2人を助けるため敵のアジトに乗り込むが、アルマンドを殺害することには成功するも、マルチネスの差し金で致命傷を負っていたルイーズは助からず、命を落としてしまう。ヴァンスはマルチネスへの復讐のため、基地から軍用ヘリを盗み出し、最後の戦いに挑む。一方、マルチネスは兄の復讐に燃えるディエゴと手を組んでヴィクターを返り討ちにしようとするが、最終的には2人ともヴィクターによって殺害される。
遅れてやってきたランスは、ヴィクターに新たな麻薬取引があると持ちかけるが、彼はもはや麻薬には興味がないと言い放つ。ヴィクターは説得を諦めたランスと共に、ピートの医療費を届けるべく、バイスシティを旅立つ。

## ゲームシステム
システムの概略は前作『LCS』を継承しているが、細部の操作性などに変更が加えられている。また、後述の「物件経営/エンパイアビルディング」など、実験的な要素もいくつか盛り込まれている。本作では、クリアした殺戮ミッションに再度挑戦することができる（報酬は無い）。また、前作同様、マルチプレイも実装されている。別の意味での前作とも言える『VC』とはマップが若干異なり、入れる店が大幅に増えているが買い物などはできない。
乗り物では、シリーズ初となるジェットスキーが登場。その他には水陸両用6輪駆動車、消火用ヘリ、患者搬送用ヘリ、小型ヘリなどが新たに追加された。また、『SA』と同じく自転車（バニーホップの跳躍は小さい）やホバークラフト、ブルドーザー、小型飛行機などにも乗ることができる。『VC』と同じで鉄道が存在しない。
アクションでは『SA』で好評であった水泳が可能（潜水は不可）となっている。また、格闘システムも『LCS』より進化し、ガード・掴み攻撃や倒れた相手への顔面パンチ、後からの羽交い絞めや首絞めなどが追加され、『SA』に近い仕様となっているが、『SA』のように壁や障害物をよじ登ることはできない。
また、本作では隠しパッケージに代わるものとして99個の赤い風船を割る、というものがあり、割った個数に応じて特典が貰えるシステムとなっている。達成率が100%になるとメインミッションのデモシーンが見られるモードが存在する。これはシリーズ初の試みとなる。

## 登場人物
日本語名は日本語版に準拠する。

### 主要人物
ヴィクター・ヴァンス（Victor "Vic" Vance）
声 - ドリアン・ミシック
本作の主人公。通称ヴィック。28歳。
父がドミニカ人という家族想いの精悍な青年。家族、特に末弟ピートの医療費のために陸軍に入ったという経歴を持つ。劇中では結果として麻薬の売買に関わることになるが、母親が薬物依存症であったことから麻薬やコカインの類、またそれらの使用者に対しては嫌悪感情を隠さない。もともと善良かつ真面目な人物であり、犯罪者の道を歩むことになったのも不本意なこととして不満を持つ。元軍人として銃器や兵器の扱いに慣れている。
ランス・ヴァンス（Lance Vance）
声 - フィリップ・マイケル・トーマス
ヴィクターの次弟（三兄弟の次男）。『VC』の主要人物。
背が高く、お調子者の青年。兄とは正反対の性格で、派手なことを好み、犯罪者（ギャングスター）として成り上がることを目指す。しかしながら喧嘩は弱く、兄の足を引っ張ることが多い。いざという時の度胸には目を見張る物がある。
物語開始時点ではドミニカにいたが、兄がギャングを始めたと知ると駆けつけ、仲間となる。上記の通り、あくまで成り行きで犯罪者になったために兄はギャングとしての生活に不本意なところ、ランス自身は非常に乗り気である。
ルイーズ・キャシディ・ウィリアムズ（Louise Cassidy-Williams）
声 - Chelsey Rives
フィルの妹。マーティーの妻。
1児の母という細身の女性。胸にバラのタトゥーをしている。日頃から夫マーティーの暴力に晒されており、後述の経緯から自由の身となった後は、恩人のヴィクターを慕う。そして最終的には友人以上の感情を持つようになる。
物語序盤、兄フィルの紹介でマーティーに会いにやってきたヴィクターと出会う。マーティーから売春をさせられそうになっていたところ、義憤に駆られたヴィクターに助けられ、夫より解放される。その後はヴィクターとの仲が徐々に進展していく。それゆえにヴィクターの弱みとみなされ、物語終盤では彼の敵対者であるマルチネスやアルマンドに身柄を狙われて重傷を負い、最後は駆けつけたヴィクターの腕の中で息を引き取る。

### ヴィクターの協力者
フィル・キャシディ（Phil Cassidy）
声 - ゲイリー・ビジー
非認可の武器商人。『III』『VC』の主要人物で、『LCS』にも登場。
元軍人という経歴を持つ大柄な体格の白人。ベトナム戦争の従軍経験もある退役軍人と称しているが、どこまで本当かは不明。酒好きの上で、かなりの酒乱であり、酔うと銃器を振り回す危険な性格。
物語序盤より登場し、マルチネスの紹介という形でヴィクターと出会う。自身が抱えていた問題を解決してくれたことからヴィクターを信頼するようになり、間もなく彼が不名誉除隊となると、無一文の彼に仕事を振って助ける。さらに妹ルイーズの旦那で、ギャング「トレーラーパーク・マフィア」のリーダーであるマーティーを紹介するが、彼の妻に対する仕打ちは知らなかった。
リカルド・ディアス（Ricardo Diaz）
声 - ルイス・ガスマン
バイスシティを本拠とする麻薬売買の元締め。『VC』の主要人物。
背が低く恰幅の良い中年男性。2年後の『VC』では短期な麻薬王として登場するが、本作では常用するコカインによって気さくな性格である。スターフィッシュ島に豪邸を建設中など、既に裏社会の成功者であるが、さらなる成功を望んでおり、現在のトップであるメンデス兄弟の追い落としを密かに狙うなど、狡猾。
顧客であるレニの紹介でヴィクターと知り合う。内通するゴンザレスを使ってコルテス大佐の麻薬を盗ませる仕事を成功させた手腕でヴィクターを信頼するようになり、予てより狙っていたメンデス兄弟への策謀を実行に移す。本作でのメンデス兄弟の死によって『VC』では街の最大勢力である麻薬王になったことが示唆される。
ゴンザレス（Gonzalez）
声 - Jorge Pupo
コルテス大佐の部下。『VC』の登場人物。
バイスシティの裏社会の有力者の一人であるコルテス大佐の部下で、バイスシティにおける差配を任されている側近。しかし、ディアスに懐柔されており、本作では彼に麻薬の横流しを行う。ディアスから紹介されたヴィクターと仕事に当たるが対立組織の襲撃を受け、助けられる。その後、街から脱出しようとしてディアスを頼り、その条件として極秘事項である大佐の麻薬ルートを教えてしまう（『VC』の出来事の遠因）。
ウンベルト・ロビーナ（Umberto Robina）
声 - ダニー・トレホ
リトルハバナを拠点とするキューバ系ギャング「ロス・カブロネス」のリーダー。
仕事のパートナーには男らしさを求めるキューバ人の中年男性。あることでヴィクターと知り合うが、当初はその能力を疑う。しかし、メキシコ系の敵対組織「チョロス」との抗争、特に父アルベルトの護衛などでヴィクターを信頼するようになる。終盤、ヴィクターがメンデス兄弟と抗争に入ると助力し、恩義に報いる。
アルベルト・ロビーナ（Alberto Robina）
声 - Jorge Pupo
リトルハバナのカフェ「カフェロビーナ」の店主。ウンベルトの父。『VC』の登場人物。
亡命キューバ人の老爺。20年間、店の開店時間を遅らせたことがないのを誇りとしている。心臓が弱い。
マーティー・ジェイ・ウィリアムズ（Marty Jay Williams）
声 - ジム・バーク
ギャング「トレーラーパーク・マフィア」のリーダー。ルイーズの夫。
白人貧困層からなるギャング団のリーダーである禿頭の中年男性。面倒見が良く、義兄フィルを含む親戚からの評判も良いが、内実、妻のルイーズには暴力を振るうクズ。物語前半、フィルの紹介でヴィクターと出会い、彼に裏社会で生きていくための方法を教え込む。やがてルイーズとの不仲をヴィクターに知られることとなり、彼女を無理やり売春させようとしたことで、激怒したヴィクターに殺される。アジトはそのままヴィクターに乗っ取られる形となる。
レニ・ヴァッスルマイヤー（Reni Wassulmaier）
声 - バーバラ・ローゼンブラット
映画監督（映像監督）。
ドイツ出身の映画監督。京劇役者と宝塚俳優を合わせたような独特の容姿をしている男性。コカインの常習者。実は性転換を3回繰り返している元は女性であり、コカインの影響から自らを「天才」や「男であり女であり全てである」等と称してやまない。前衛的な映像作品を数多く撮り、評価を得ている人物だが、現在は撮影資金をコカインに使ってしまうため、満足な作品が作れずにいる。また、麻薬の大物顧客としても顔が広く、メンデス兄弟やディアスとも関係を持ち、特にディエゴとは付き合ってもいた。
映画監督のスピッツの紹介でヴィクターと出会う。その後、自身の仕事をいくつか依頼し、さらにディアスとも引き合わせる。これが結果として、ヴィクターとメンデス兄弟の抗争の引き金を引いたことになったために、元恋人のディエゴに命を狙われることとなり、そのままヴィクターの手助けで国外に逃亡する。登場する最終エピソードの直前に再び性転換手術を受けて女性の身体になっている。
フランキー（Frankie）
声 - Garth Kravits
レニの助手。
いわゆるオネエ系のゲイ。レニと波長が合い、長年、彼（彼女）のアシスタントを務めてきたが、作中登場初期にハイになったレニより命じられたスパンキングを断ったことでクビになる。その後、再登場するとレニが反省したような素振りを見せ、そのまま復帰したことが示唆される。
スピッツ（Spitz）
ホラー映画監督。
ゾンビ系ホラー映画で知られた人物。自身の映画にヴィクターを出演させた縁で、彼にレニを紹介する。

### ヴィクターの敵対者
ジェリー・マルチネス軍曹（Sgt.Jerry Martinez）
声 - フェリックス・ソリス
バクスター基地所属の陸軍軍曹。本作の最終的な敵。
その職位を利用して裏では麻薬の密売など数々の犯罪に手を染めている悪徳軍人。自身のオフィスでポルノを見ているなど堕落している。基地に配属されたばかりのヴィクターの上官であり、彼が犯罪者の道を歩む原因となった人物。ずる賢く奸計に長け、プライドは高い。裏社会の人脈も広く、メンデス兄弟と親しい。
物語序盤、新任伍長のヴィクターに目をつけ、自身の麻薬ビジネスに引き入れる。その後、取引が失敗すると麻薬取引の露見を恐れ、その罪をすべてヴィクターに擦り付け、彼が不名誉除隊となる原因を作る。このためヴィクターに恨まれており、中盤ではメンデス兄弟から預かっていた麻薬を盗まれて、彼らから命を狙われることとなり、一時的に街を出る。ヴィクターに対する報復のために街に戻ると雇ったチンピラにルイーズを襲わせ、彼女の死の遠因を作る。これに激怒したヴィクターに対し、ディエゴと迎え撃とうとするが殺される。
アルマンド・メンデス（Armando Mendez）
声 - ユル・ヴァスケス
バイスシティ最大のギャング「メンデス・ファミリー」のボス。麻薬王。
ビジネスマン風の容姿をした中肉中背のボリビア系の中年男性。弟ディエゴと共に組織をバイスシティ最大の犯罪組織に育て上げ、麻薬王となる。他方で多額の寄付を行い、表社会では慈善家として知られる。
物語中盤より登場し、マルチネスに預けていた麻薬がヴィクターに盗まれた件で、見せしめのため、マルチネスとヴィクターを殺害しようとする。しかし、ヴィクターの度胸と能力を気にいって仕事を任せるようになる。
終盤、ディアスの差し金でヴィクターが反旗を翻したことを察知するとランス兄弟を襲撃し、ルイーズを監禁する。彼女を助けにアジトに乗り込んできたヴィクターに対し、火炎放射器で応戦するも敗死する。
ディエゴ・メンデス（Diego Mendez）
声 - Ruben Trujillo
バイスシティ最大のギャング「メンデス・ファミリー」の幹部。アルマンドの弟。
サングラスを掛けた厳つい風貌の中年男性。外見通り暴力に長ける寡黙な男だが、哲学書（プラトン）を愛読する一面も持つ。またレニ・ヴァッスルマイヤーが女性だった時に交際していた。兄アルマンドと共に、組織をバイスシティ最大の犯罪組織に育て上げ、メンデス兄弟として裏社会では恐れられる。
作中では基本的に兄アルマンドの命令に従い動く。終盤、兄がヴィクターに殺されると報復を誓い、マルチネスと組んで彼を殺そうとする。しかし、ヴィクターに殺される。
ブライアン・フォーブス（Brian Forbes）
声 - ダニエル・オレスケス
DEA（麻薬取締局）の秘密捜査官。
頭髪が後退した白ジャケットの中年男性。自惚れ屋で行動が軽率。捜査の一環で、白人至上主義者たちのゲイバーに潜入するため、ヴィクターたちを雇うとするも、ランスに素性を見抜かれ、そのまま廃屋に監禁される。隙を見て逃走を図るも見つかり、ヴィクターに殺される。
後にヴィクターは彼の捜査官の身分証を偽造してマルチネスを嵌めるのに利用する。

### ヴァンス一家
ジャネット・ヴァンス（Janet Vance）
声 - Lynda Ashe
ヴァンス兄弟の実母。
薬物中毒の人格破綻者。ネグレクトで息子たちの面倒を妹イーニッドに丸投げしてきた。このため、ヴィクターからは非常に嫌われている。ヴィクターがギャングとしてそれなりの成功を納め始めると、若いボーイフレンドのハビエルと共にバイスシティを訪れ、そのままランスの家に居着く。その後、ヴィクターがマルチネスより盗んできた麻薬を見つけると、持ち逃げして消えてしまう。
イーニッド叔母さん（Aunt Enid）
ヴァンス兄弟の叔母。
薬物中毒者の姉ジャネットに代わって、ランス兄弟の面倒を見てきた育ての親。作中ではポケベルで連絡をよこす。
ピート・ヴァンス（Pete Vance）
ヴィクターの末弟（3兄弟の三男）。
重い喘息を患っており、その治療費のためにヴィクターは陸軍に入隊した。

### その他の登場人物
メアリー＝ジョー・キャシディ（Mary-Jo Cassidy）
声 - Cathy Trien
フィルの妹でルイーズの姉。
肥満体型の女性。兄フィルに似てそそっかしい性格で、ルイーズが売春をさせられそうになると自分もそうなると思い込み、また、物語後半にルイーズが誘拐されるとやはり自分もそうなると思い込んで怯える。ルイーズの死後は彼女の娘メアリー・ベスを引き取る。
フィル・コリンズ（Phil Collins）
声 - 本人
実在のイギリス人ミュージシャン。
コンサートツアーのためバイスシティを訪れるも、マネージャーのミッケルスウェイトの借金に起因して命を狙われ、ヴィクターを雇う。ミッションの完了後にハイマン記念スタジアムにてライブ（「In The Air Tonight」）を披露する。
バリー・ミッケルスウェイト（Barry Mickelthwaite）
声 - ティモシー・スポール
フィル・コリンズのマネージャー（架空の人物）
禿頭の特徴的な口髭の中年男性。フォレッリ・ファミリーに多額の借金があり、それが原因でフィルの命が危ぶまれる事態を招く。かつて酔ってレニと寝たことがあり、彼の紹介で知り合ったヴィクターにフィルの護衛を依頼する。

## ラジオ局・サウンドトラック
また、前作同様、特定の（特に街を騒がせるような）ミッションのクリア後にはニュース速報が流れる。

## マルチプレイ
本作でプレイ可能なマルチプレイモードは以下の通り。
- Vice City Survivor

オーソドックスでシンプルなもの。一番、自由度が高い。
- Street Rage
- Taken for a Ride
- Protection Racket
- Tanks for the Memories
- Grand Theft Auto
- Hit List
- Empire Takedown
- Might of the Hunter

ハンターという戦闘用ヘリに乗って残りのプレイヤーを爆撃する。
- V.I.P. R.I.P.

## 『GTA:VCS』の問題点
本作は他のGTAシリーズに比べバグが多く、小さな物から致命的な物まである。
- 高架の裏側に車が張り付いていることがある。
- "Light My Pyre" を始めとするミッションにおいて、音声が聞こえなくなる事がある。
- ノースポイントモールの2階の出口から外に出ると、駐車してある車が爆発することがある。また、屋根の上から多くの人たちが飛び降りてくる。(死ぬケースがほとんど)
- 敵ギャングのエンパイアビルディングを襲撃後、自身の物件として建て直す際に物件内に閉じ込められ出られなくなる事がある。
- 高速で移動している際エンパイアビルディングのできる建物が見えなくなりそのまま突っ込むと後からその建物が現れ動けなくなる。
- メインミッションをクリアすると、通行人や走行する車、舟艇が激減することがある。
- 歩けなくなることがある。
- 市民を殺害すると救急車が出動し救命活動を行うが、そのとき派遣されてきた救急車が木に挟まって動かなくなっていることがある。また、戦車チート（↑L↓R←L→R）を使ったときも同じようなことが稀にある。

## PSP・PS2バージョンの相違点
北米版
- チェーンソーの血飛沫がPSP版に比べてPS2版の方が激しく、また、それらの立ち武器で追い討ちをかけられる時間が伸びている。

日本版、北米版共通
- PS2版ではPSP版に比べて車両を購入できるポイントが高い。
- PS2版は殺戮ミッションとクレイジースタントの数がいくつか増えている。
- PS2版でしかプレイできないミッションがある。

## 日本版『GTA:VCS』の規制点
北米版『GTA:バイスシティストーリーズ』とは違う箇所がいくつかある。
- 人を殺害しても出血しない。
- 人体欠損の削除。
- 人を殺害してもお金が出ない。
- 遺体に追い討ちをかける事ができない。
- 銃で人を撃つと確実に手配度が上がる。
- エンパイアビルディングのミッションにおける表記の変更。「麻薬」→「砂糖」、「売春」→「派遣」など。